# 福岡町 (岩手県)
福岡町（ふくおかまち）は、岩手県二戸郡にあった町。おおよそ、現在の二戸市福岡にあたる。

## 沿革
- 1889年（明治22年）4月1日 - 町村制施行に伴い、二戸郡福岡村の一部が町制施行し、福岡町が成立。
- 1955年（昭和30年）3月10日 - 二戸郡爾薩体村、斗米村、石切所村、御返地村と合併し、福岡町を新設。
- 1972年（昭和47年）4月1日 - 二戸郡金田一村と合併して二戸市となり消滅。